# Волков, Георгий Константинович
Георгий Константинович Волков (8 января 1929, Чухлома — 23 января 2019, Москва) — российский учёный в области ветеринарной гигиены, член-корреспондент ВАСХНИЛ (1988), член-корреспондент Российской академии наук (2014).

## Биография
Родился 8 января 1929 года в Чухломе. Окончил Московскую ветеринарную академию (1958).
В 1946—1950 гг. заведующий ветучастком в Пошехонском районе Ярославской области, ветфельдшер Чухломской райветлечебницы Костромской области. В 1950—1953 гг. служил в армии. После окончания академии — старший ветврач Малинской МТС Московской области (1958—1960).
- 1960—1964 — ассистент кафедры зоогигиены МВА,
- 1964—1970 — старший научный сотрудник лаборатории зоогигиены ВНИИ экспериментальной ветеринарии,
- 1970—1997 — зав. лабораторией гигиены содержания с.-х. животных Всероссийского НИИ ветеринарной санитарии, гигиены и экологии.
- 1997—2009 — профессор кафедры ветсанэкспертизы Московского государственного университета прикладной биотехнологии.

Доктор ветеринарных наук (1970), профессор (1975), член-корреспондент ВАСХНИЛ (1988), член-корреспондент РАН (2014).
Один из разработчиков нормативных документов, технических условий, ГОСТов, норм технологического проектирования по видам животных, методических пособий по проектированию и строительству животноводческих помещений.
Умер 23 января 2019 года. Похоронен в селе Кузьминское, на Кузьминском новом кладбище (участок 2).

## Награды, премии, почётные звания
Заслуженный деятель науки Российской Федерации (1993). Награждён орденом «Знак Почёта» (1978), 3 медалями СССР и РФ, «Серебряным Знаком почета ГДР» (1975), 11 медалями ВДНХ и ВВЦ, знаком «300 лет Российского Флота» (2001).

## Труды
Автор (соавтор) 37 книг и брошюр, из них 6 монографий. Получил 5 авторских свидетельств и патентов на изобретения.
Книги:
- Гигиена в промышленном овцеводстве / соавт. В. Н. Гущин. — М.: Россельхозиздат, 1980. — 190 с.
- Зоогигиенические нормативы для животноводческих объектов: справ. / соавт. В. М. Репин. — М.: Агропромиздат, 1986. — 303 с.
- Гигиена крупного рогатого скота на промышленных комплексах. — 2-е изд., перераб. и доп. — М.: Россельхозиздат, 1987. — 317 с.
- Ветеринарные советы / соавт.: В. Т. Самохин, А. И. Юдин. — М.: Агропромиздат, 1990. — 176 с. — (Шк. арендатора).
- Гигиена выращивания и переработки лошадей: учеб. пособие по направлению подгот. дипломир. спец. 110501 — Ветеринарно-санитарная экспертиза; направление подгот. бакалавров 110500 — Ветеринарно-санитарная экспертиза, а также спец. 110502 — Ветеринария; 072000 — Стандартизация и сертификация (мясная, молочная и рыбная пром-сть) / соавт. И. Г. Серёгин. — СПб.: ГИОРД, 2006. — 211 с.